# Hitler, un film d'Allemagne
Pour plus de détails, voir Fiche technique et Distribution.
Hitler, un film d'Allemagne (titre original : Hitler, ein Film aus Deutschland) est un film franco-britanico-allemand réalisé par Hans-Jürgen Syberberg, sorti en 1977.

## Synopsis
Au début, le film cite le poème Nachtgedanken de Heinrich Heine écrit en 1844. Le film est divisé en quatre parties : « Der Gral », « Ein deutscher Traum », « Das Ende eines Wintermärchens » et « Wir, Kinder der Hölle ».
- Der Gral - Von der Weltesche bis zur Goethe-Eiche von Buchenwald (Le Graal - De la cendre cosmique au chêne de Goethe de Buchenwald) parle du culte de la personnalité de Hitler dans la propagande nazie.

Heinz Schubert apparaît comme un directeur de cirque, puis il incarne Hitler, qui se lève comme un démon de la tombe de Richard Wagner, puis Heinrich Himmler, qui se laisse masser.
- Ein deutscher Traum ... bis ans Ende der Welt (Un rêve allemand… jusqu'à la fin du monde) se concentre sur l'héritage culturel, spirituel et national allemand d'avant les nazis auquel la propagande nazie se rapporte.

- Das Ende eines Wintermärchens und der Endsieg des Fortschritts (La fin d'un conte de fées d'hiver et la victoire finale du progrès) raconte la Shoah et l'idéologie qui l'a créée, en particulier du point de vue de Himmler.

- Wir Kinder der Hölle erinnern uns an das Zeitalter des Grals (Nous, les enfants de l'enfer, nous rappelons l'âge du Graal) consiste principalement en André Heller lisant des scènes du scénario qui n’ont pas été tournées, ainsi Heller explique à une marionnette de Hitler comment il a complètement détruit l’Allemagne spirituellement, combiné à une satire d’anciens nazis qui, après la guerre, ont tiré profit de l’ère nazie diriger une industrie nazie de tourisme et de divertissement pour les étrangers.

Le film fait référence à divers symboles de la culture et de l’histoire allemandes avec des peintures de Philipp Otto Runge et Caspar David Friedrich ainsi que des images de paysages d’hiver, de Greta Garbo et de la chancellerie du Reich. Il utilise également des images et des sons historiques de l'époque nazie, tels que des enregistrements d'une série de conférence radio pour Noël pendant la Seconde Guerre mondiale. Syberberg travaille souvent avec la superposition simultanée de sons, de musique, de langage, de la scène de jeu au premier plan et d'une projection de film dans le fond de l'image. Les leitmotivs récurrents sont des enregistrements sonores d'un service funèbre nazi pour "le mort au combat" et la boule à neige.

## Fiche technique
- Titre : Hitler, un film d'Allemagne
- Titre original : Hitler, ein Film aus Deutschland
- Réalisation : Hans-Jürgen Syberberg assisté de Gerhard von Halem
- Scénario : Hans-Jürgen Syberberg
- Musique : Gustav Mahler, Ludwig van Beethoven, Richard Wagner
- Direction artistique : Hans Gailling (de)
- Costumes : Barbara Gailling (de), Brigitte Kuehlenthal
- Photographie : Dietrich Lohmann
- Son : Haymo Heyder, Willi Schwadorf
- Effets visuels : Theo Nischwitz
- Montage : Julia Brandstaedter
- Production : Bernd Eichinger
- Société de production : TMS Film avec Solaris Film, Westdeutscher Rundfunk, Institut National de l'Audiovisuel, BBC
- Budget : 1 million de Deutsche Marks
- Pays de production :  Allemagne de l'Ouest,  France,  Royaume-Uni
- Langue : allemand
- Format : Couleur - 1,37:1 - mono - 35 mm
- Genre : expérimental
- Durée : 442 minutes
- Dates de sortie :
  - Royaume-Uni : 5 novembre 1977.
  - France : 7 juin 1978[1], après la présentation au Festival de Cannes 1978 dans la sélection Un certain regard[2].
  - Allemagne de l'Ouest : 8 juillet 1978.

## Distribution
- André Heller : lui-même, le narrateur
- Harry Baer : lui-même, Ellerkamp jeune
- Heinz Schubert : le directeur de cirque, Heinrich Himmler, Hitler, le marionnettiste de Himmler
- Peter Kern : Le meurtrier de M le maudit, le marionnettiste de Goering, Ellerkamp vieux, un homme SS, le directeur du tourisme étranger
- Hellmut Lange (de) : le majordome de Hitler, le marionnettiste de Goebbels, un homme SS
- Rainer Artenfels (de) : le bonimenteur, le marionnettiste de Hitler, Goebbels jeune, l'élève du cosmologue, un homme SS
- Martin Sperr : le masseur de Himmler, Fitzliputzli le clown, le maire
- Peter Moland : l'astrologe, le marionnettiste de Speer, un homme SS
- Johannes Buzalski (de) : Hitler peintre en bâtiment, le marionnettiste d'Eva Braun, l'homme de la société en 1923
- Alfred Edel : la voix du peuple, l'homme de l'histoire en 1923
- Amelie Syberberg : la petite fille
- Peter Lühr : le scientifique, le cosmologue

## Source de traduction
- (de) Cet article est partiellement ou en totalité issu de l’article de Wikipédia en allemand intitulé « Hitler, ein Film aus Deutschland » (voir la liste des auteurs).